# Elwood Hillis

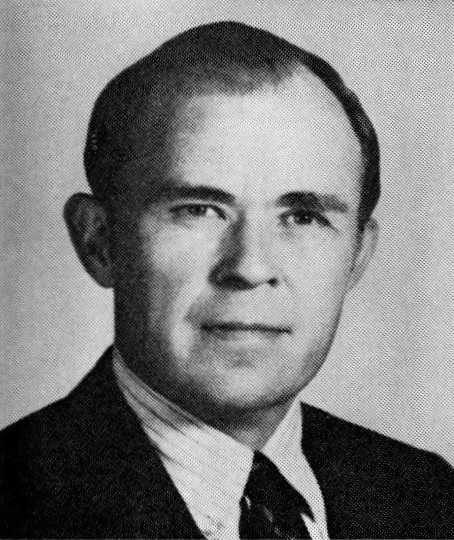
Elwood Hillis

Elwood Haynes Hillis (* 6. März 1926 in Kokomo, Indiana; † 4. Januar 2023 in Windsor, Colorado) war ein US-amerikanischer Politiker. Zwischen 1971 und 1987 vertrat er den Bundesstaat Indiana im US-Repräsentantenhaus.

## Werdegang
Elwood Hillis besuchte die öffentlichen Schulen seiner Heimat und absolvierte danach bis 1944 die Culver Military Academy. Danach nahm er zwischen 1944 und 1946 als Oberleutnant an der Endphase des Zweiten Weltkrieges teil. Dabei war er auf dem europäischen Kriegsschauplatz eingesetzt. Bis 1954 war er als Hauptmann Reservist der US Army. Nach einem Jurastudium an der Indiana University und seiner im Jahr 1952 erfolgten Zulassung als Rechtsanwalt begann er in Kokomo in diesem Beruf zu arbeiten.
Politisch schloss sich Hillis der Republikanischen Partei an. Damals wurde er zwei Mal in das Repräsentantenhaus von Indiana gewählt. Zwischen 1962 und 1970 war er Delegierter auf den regionalen republikanischen Parteitagen in Indiana. Bei den Kongresswahlen des Jahres 1970 wurde Hillis im fünften Wahlbezirk von Indiana in das US-Repräsentantenhaus in Washington, D.C. gewählt, wo er am 3. Januar 1971 die Nachfolge von Richard L. Roudebush antrat. Nach sieben Wiederwahlen konnte er bis zum 3. Januar 1987 acht Legislaturperioden im Kongress absolvieren. In dieser Zeit endete der Vietnamkrieg. Im Jahr 1974 wurde auch die Arbeit des Kongresses von der Watergate-Affäre überschattet.
Im Jahr 1986 verzichtete Elwood Hillis auf eine weitere Kandidatur. Nach seinem Ausscheiden aus dem US-Repräsentantenhaus praktizierte er wieder als Anwalt.